# Guildford Flames
Les Guildford Flames sont un club de hockey sur glace de Guildford en Angleterre. Il évolue dans le Championnat du Royaume-Uni de hockey sur glace.

## Historique
Le club est créé en 1992.

## Palmarès
- Vainqueur de l'EPIHL : 2001, 2007, 2012, 2013

## Joueurs
En août 2009, Martin Masa rejoint l'équipe après trois années au sein des Brûleurs de loups de Grenoble